# 宁夏蝇子草
宁夏蝇子草（学名：Silene ningxiaensis）为石竹科蝇子草属的植物。分布于中国大陆的内蒙古、宁夏、甘肃等地，生长于海拔1,700米至2,400米的地区，一般生长在高山灌丛、林缘以及山谷，目前尚未由人工引种栽培。